# Genetikk
Genetikk est un groupe de hip-hop allemand, originaire de Sarrebruck. Il se compose du rappeur Karuzo et du producteur Sikk.

## Biographie

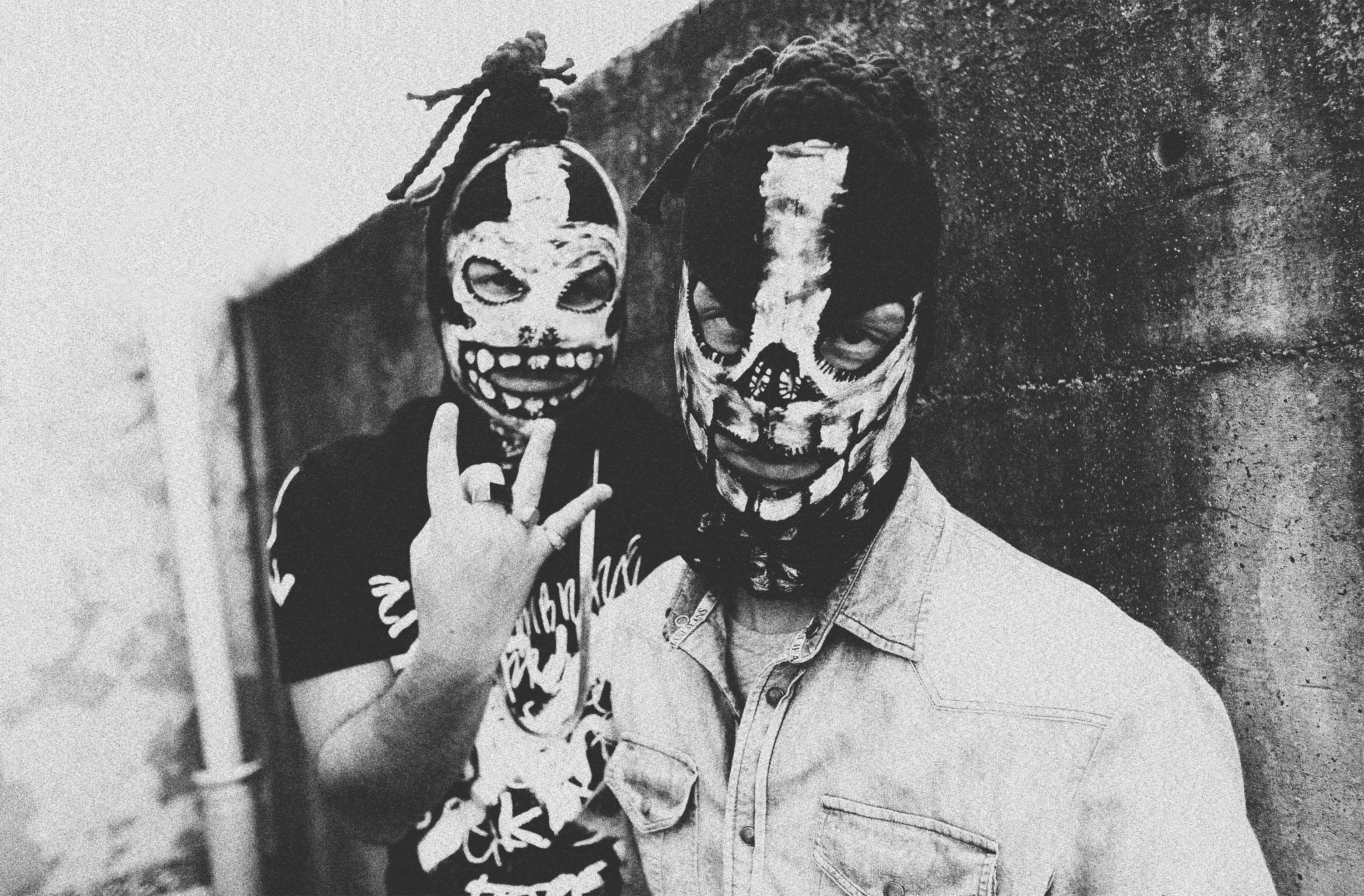
Genetikk en 2013.

Karuzo et Sikk sont de Sarrebruck. Ils se connaissent depuis l'enfance et commencent à faire de la musique à l'âge de 13 ans,. Ils forment un groupe de hip-hop avec plus de membres puis se retrouvent tous les deux. Ils décident du nom de Genetikk et font leur première publication un an plus tard.
En octobre 2010, Foetus, leur premier album, enregistré à Paris, est mis en téléchargement libre. Il reçoit un bon accueil de la critique,. Sur la pochette ou dans les clips, ils apparaissent avec des masques semblables à Insane Clown Posse et à leurs fans, les Juggalos. Au printemps 2011, ils publient le titre Samsara et annoncent la sortie de leur prochaine album. Ils font des clips pour les chansons Inkubation, Genie und Wahnsinn et Konichiwa Bitches,,. Mais en octobre 2011, Karuzo déclare que la date de sortie de cet album est repoussée. En décembre, le duo signe avec le label Selfmade Records. Le titre de ce second album devient Voodoozirkus. 
Fin janvier 2012, le clip de König der Lügner sort, le rappeur DCVDNS y fait une apparition. En février, le duo fait la première partie de la tournée en Allemagne de l'Américain GZA,. Le 24 février, Voodoozirkus est dans les bacs. Le duo est numéro un des ventes sur iTunes. En avril 2012, Genetikk participe à la tournée européenne Oui je le suis avec le rappeur français Sefyu. En octobre 2012, le duo signe avec BMG Germany. Une seconde version de l'album Voodoozirkus paraît à la fin du mois. Genetikk fait une tournée en Allemagne d'octobre à décembre avec DCVDNS et le trio 257ers. En juin 2013, le troisième album D.N.A. paraît et est numéro un des ventes sur iTunes,,.
En août 2015, le groupe, présenté par Need For Speed, se produit sur la scène du développeur EA à l'occasion de la gamescom 2015 à Cologne. Le 26 novembre 2015, Genetikk signe avec Warner/Chappell Music.

## Discographie

### Albums studio
- 2010 : Foetus
- 2012 : Voodoozirkus
- 2013 : D.N.A.

### Singles
- 2013 : D.N.A.
- 2013 : Champions